# Степное (сельское поселение Калужское)
Степное — посёлок в Черняховском муниципальном округе Калининградской области.

### Климат
Климат характеризуется как переходный от морского к умеренно континентальному. Среднегодовая температура воздуха — 8,3 °C. Средняя температура воздуха самого холодного месяца (января) — −0,9 °C (абсолютный минимум — −35 °C); самого тёплого месяца (июля) — 18,5 °C (абсолютный максимум — 37 °C). Период температуры воздуха выше 0 °C составляет 274 дня. Длительность вегетационного периода — 180—200 дней. Годовое количество атмосферных осадков — 850—900 мм, из которых большая часть выпадает в тёплый период.

### Часовой пояс
Посёлок Степное как и вся Калининградская область, находится в часовой зоне МСК−1. Смещение применяемого времени относительно UTC составляет +2:00.

## История
В 1945 году в результате Второй мировой войны северная часть Восточной Пруссии вошла в состав Советского Союза. В 1950 году название Степное получил бывший посёлок Гайден (нем. Gaiden), который был включен в состав Калиновского сельсовета Большаковского района, с 1963 года — в составе Черняховского района. Однако не позднее 1970-х годов к Степному был присоединен упразднённый посёлок Шишкино (бывший Гросс Варкау (нем. Groß Warkau)), в то время как бывший Гайден был заброшен. С 2008 по 2015 год Степное входило в состав Калужского сельского поселения, с 2022 года - в Черняховский муниципальный округ.

## Население
| 1910 | 1933 | 1939 | 2002 | 2010 |
| ---- | ---- | ---- | ---- | ---- |
| 70   | ↘63  | ↘46  | ↘37  | ↘33  |